# Benvenuto Italo Castellani
Benvenuto Italo Castellani (ur. 1 lipca 1943 w Cortona) – włoski duchowny katolicki, arcybiskup Lukki w latach 2005–2019.

## Życiorys
Święcenia kapłańskie otrzymał 15 czerwca 1973 i został inkardynowany do diecezji Cortona. Od 1979 pracował jako wykładowca Papieskiego Uniwersytetu Laterańskiego w Rzymie. W 1984 otrzymał nominację na wikariusza biskupiego ds. duszpasterskich (po włączeniu Cortony do diecezji Arezzo-Cortona-Sansepolcro kontynuował działalność w tym zakresie). W 1995 został wikariuszem generalnym diecezji.
19 kwietnia 1997 papież Jan Paweł II mianował go ordynariuszem diecezji Faenza-Modigliana. Sakry biskupiej udzielił mu 15 czerwca 1997 kardynał Camillo Ruini.
31 maja 2003 papież mianował go arcybiskupem koadiutorem Lukki. Rządy w diecezji objął 22 stycznia 2005. 19 stycznia 2019 papież Franciszek przyjął jego rezygnację z funkcji.